# Blackwell (Oklahoma)
Blackwell – miasto w Stanach Zjednoczonych, w stanie Oklahoma, w hrabstwie Kay.